# Gönnersdorf
Gönnersdorf là một đô thị thuộc huyện Ahrweiler, trong bang Rheinland-Pfalz, phía tây nước Đức. Đô thị Grafschaft, Ahrweiler có diện tích 5,04 km², dân số thời điểm ngày 31 tháng 12 năm 2006 là 673 người.